# 7番房の奇跡
『7番房の奇跡』（ななばんぼうのきせき、朝: 7번방의 선물）は、2013年公開の韓国映画。韓国では歴代8位の記録となる1,281万人以上の観客動員を記録し（2019年時点）、大鐘賞では主演男優賞を始め4部門を受賞した。
冤罪で刑務所の雑居房に収監された知的障害のある男と、その一人娘の愛の物語。娘を守りたい一心で、あえて無罪を証明する機会を捨てた父のために、成長した娘は司法研修生となり、模擬裁判の弁護士として父の無罪を証明する。主演のリュ・スンリョンは本作で韓国のアカデミー賞と称される大鐘賞の男優主演賞を受賞した。

## あらすじ
韓国の司法研修生・イェスンは、模擬裁判の弁護士として、十数年前のある事件が冤罪であると主張した。根拠として、自分がその事件の関係者として見聞きしたことを話し出すイェスン。
知的年齢が6歳程度のイ・ヨング（リュ・スンリョン）はしっかり者の6歳の娘イェスン（カル・ソウォン）を溺愛し、懸命に働いて生活を支えていたが、道に倒れている少女と二人でいるところを目撃され、殺人罪で逮捕されてしまう。無実を主張する術を知らないために刑事らに一方的に供述書を制作され、刑務所の雑居房(7番房)に収監されるヨング。
ヨングの罪が未成年者の誘拐・わいせつ罪であることを知って、ヨングを袋叩きにする7番房の囚人たち。だが、運動場で襲われかけた“房長”の命を助けたことで、囚人たちの態度は軟化した。礼をすると言う“房長”に、愛する娘のイェスンに会えない心配と寂しさを訴えるヨング。
無茶なことでも頼める知り合いのキリスト教会に依頼して、イェスンを慰問団に参加させ、ダンボール箱に隠して7番房まで運び込む囚人たち。涙ながらに再会を喜ぶヨング親子。慰問団のバスに乗り遅れたイェスンは、2日も房に泊まることになった。
刑務所の厳しい保安課長(チョン・ジニョン)に見つかり、追い出されるイェスン。ヨングは懲罰房に入れられたが、不満を持つ囚人が起こした火事騒ぎで解放された。皆が運動場へ逃げる中、動けなくなった課長を助けて負傷するヨング。無心に人助けをするヨングの純真さと深い親子愛を知った課長は、イェスンをダンボール箱に隠して度々7番房に届け、ヨングの罪状について調べ始めた。
ヨング親子と囚人たちが家族のようになったある日、ヨングの罪が確定する公判日が決定した。独自に事件について検証した囚人たちは、“事故”だという確証を持ち、裁判でヨングが無実を主張できるように想定問答を教え込んだ。課長も警察の調書に疑問を持ち、警察庁長官に再調査を直訴したが却下された。ヨングが殺したとされる少女は長官の娘であり、長官はヨングの犯行だと確信していたのだ。
公判の直前にヨングを別室で殴り、罪を認めなければイェスンを自分の娘と同じ目に合わせると脅す長官。イェスンを守りたい一心のヨングは被告席で罪状を認め、死刑が確定した。
模擬裁判の弁護士として、7番房の元・囚人たちを参考人招致し、過去の顛末を証言させるイェスン。死刑囚となっても7番房にいたヨングを逃がそうと、囚人たちは手を尽くして逃亡計画を練ったが失敗し、ヨングはその年の暮れに刑死したのだった。模擬裁判の裁判長は検察に再捜査を求め、ヨングに無罪を宣告した。

## キャスト
（）内は日本語吹き替え声優。
- イ・ヨング：リュ・スンリョン（大塚智則）
- イェスン：パク・シネ／カル・ソウォン（北村幸子）
- ヤンホ：オ・ダルス（西垣俊作）
- ウォンサン：パク・ウォンサン（竹内想）
- マンボム：キム・ジョンテ（佐々木祐介）
- ボンシク：チョン・マンシク（高橋ちんねん）
- ソじいさん：キム・チョン（真田雅隆）
- 刑務所課長／イェスンの義父：チョン・ジニョン（宮健一）

## 受賞歴
- 第50回大鐘賞：主演男優賞（リュ・スンリョン）
- 第50回大鐘賞：脚本賞（イ・ファンギョン）
- 第50回大鐘賞：最優秀企画賞
- 第50回大鐘賞：審査員特別賞（カル・ソウォン）
- 第34回青龍映画賞：最多観客賞
- 第49回百想芸術大賞：大賞（リュ・スンリョン）
- 第49回百想芸術大賞：人気賞（パク・シネ）
- 第21回大韓民国文化芸能大賞：映画部門大賞
- 第21回大韓民国文化芸能大賞：映画部門最優秀演技賞（オ・ダルス）
- 第33回韓国映画評論家協会賞：助演女優賞（パク・シネ）
- 第34回黄金撮影賞：作品賞
- 第34回黄金撮影賞：男優助演賞（オ・ダルス）
- 第9回マックスムービー最高の映画賞：最優秀新人俳優賞（カル・ソウォン）

## エピソード
脚本自体はフィクションだが、1972年に春川市で派出所所長の9歳の娘が性的暴行を加えられて殺害された事件がモチーフになっている。この事件では漫画喫茶を経営する男が逮捕され無期懲役の判決を受けたが、後に誤認逮捕であるとわかり無罪と判決された。